# 장괴
장괴(張瓌, ? ~ 888년 2월 10일)는 중국 당나라 말기의 군벌로, 885년부터 888년까지 형남도(荊南道, 본부는 지금의 호북성 형주시에 있었다)를 통제하였다.

## 생애

### 출신 배경 및 초기 경력
장괴의 출생 연도 및 출신 배경에 관해서는 거의 알려진 바가 없다. 당나라의 정사인 《구당서》와 《신당서》에는 모두 그의 열전이 없다. 《자치통감》에 의하면, 그는 위주(渭州, 지금의 감숙성 평량시) 출신이었다고 한다. 그러나 현대 중국의 역사가인 백양은 위주가 활주(滑州, 지금의 하남성 안양시 활현)의 오기(誤記)로 보고, 장괴가 활주 출신이었다고 기록하였다. 어쨌든 장괴는 분명 회남도(淮南道, 본부는 지금의 강소성 양주시에 있었다)의 장수가 되었으나, 후에 절도사 고병을 배반하고 반란을 일으켰다. 그는 복주(復州, 지금의 호북성 천문시)를 점거하고 자사를 자칭하였다.

### 형남도를 탈취하다
885년, 형남절도사 진유는 낭주(朗州, 지금의 호남성 상덕시)자사 뇌만에게 지속적인 습격을 당하고 있었다. 그는 장괴와 마찬가지로 고병을 배반하고 악주(岳州, 지금의 호남성 악양시)를 점거하여 그곳의 자사를 자칭하고 있던 또다른 회남도의 장수 한사덕(韓師德)을 초청하여 자신의 휘하에서 섬기게 하는 한편, 그들에게 군대를 거느리고 뇌만을 공격하게 하였다.
하지만, 이 두 사람은 처음에는 진유의 초청을 받아들였음에도 불구하고, 실제로는 뇌만을 치러 가지 않았다. 한사덕은 자신의 휘하 군대를 이끌고 서쪽으로 북상하여 삼협 일대를 대대적으로 약탈하고 악주로 돌아갔다. 이와 동시에 장괴도 진유를 공격하여 형남도를 탈취하고, 절도사를 자칭하였다. 진유가 당 희종이 있던 성도(희종은 황소가 이끄는 대규모 농민 반란군의 공격으로, 일찌감치 수도 장안을 버리고 성도로 피난을 와 있었다)로 달아나려 하자, 장괴는 군대를 파견하여 도중에 그를 사로잡아 하옥시켜 버렸다.

### 형남절도사로서
장괴는 탐욕스럽고 포악하여 형남도의 여러 숙장(宿將)들을 대대적으로 죽였다고 한다. 전직 형남감군(監軍)으로 은퇴했던 환관 주경매가 많은 부를 가지고 있다는 것을 알게 된 그는 밤에 병사들을 파견, 주경매의 저택을 습격하여 그를 살해하고 그 재산을 모두 탈취하였다. 그는 아장(牙將) 곽우가 날래고 용맹스러운 유능한 장수임을 두려워하게 되어, 곽우를 죽이려고 하였다. 이 소식을 들은 곽우는 달아났다가 후에 귀주(歸州, 지금의 호북성 의창시 자귀현)를 습격하여 그곳을 점거하고 자사를 자칭하였다.
그 해 윤3월에 당나라의 전직 절도사로 당나라를 배반하고 황제를 자칭한 군벌 진종권이 동생 진종언(秦宗言)을 파견하여 대군을 이끌고 형남 번진을 공격해 왔다. 진종언은 형남도의 수도가 있는 강릉부를 포위하였다. 포위된 와중에 마보사(馬步使) 조광(趙匡)이 진유를 감옥에서 구출하려는 계획을 모의하였다. 이 사실을 안 장괴는 조광과 진유를 죽여 버렸다. 이후 포위는 2년 이상 지속되었고, 장괴는 농성과 사수를 계속하였다. 그동안, 식량이 다 떨어져서 급기야는 사람들이 시체를 먹어야 했을 정도로 성 안의 상황은 최악이었다. 하지만 진종언은 끝내 성을 함락시키지 못하고 이듬해인 886년 말에 포위를 풀고 철수하였다.
887년, 진종권은 자신의 또다른 장군인 산남동도(山南東道, 본부는 지금의 호북성 양양시에 있었다) 조덕인을 파견하여 다시 형남도를 공격해 왔다. 888년 초에 성은 함락되었고, 장괴는 살해당하였다. 조덕인은 대장 왕건조를 남겨 형남도를 지키게 하고, 본인은 산남동도의 수도 양주로 철수하였다.

## 참고 자료
- 《자치통감》제256권・제257권

| 전임 진유 | 형남절도사 885년 ~ 888년 | 후임 성예 |